# Taihe (Fuyang)
Taihe  léase Tái-Jo (en chino simplificado, 太和县; pinyin, Tàihé xiàn; literalmente, ‘la gran paz’) es un condado bajo la administración directa de la ciudad-prefectura de Fuyang en la provincia de Anhui, al este de la República Popular China. La región yace en el noroeste de la provincia, cerca del río Huai y de la frontera con la provincia de Henan. Su área es de 1838 km² y su población para 2010 fue de 1,3 millones de habitantes.

## Administración
El condado de Taihe se divide en 31 pueblos que se administran en 30 poblados y 1 villa.